# 干练平壳蟹
干练平壳蟹（学名：Conchoecetes artificiosus），又名幹練居殼蟹，为绵蟹科平壳蟹属的动物。分布于日本、昆士兰、泰国、安达曼海、印度、斯里兰卡、波斯湾、南非好望角以及中国大陆的广东、浙江等地，生活环境为海水，一般生活于30-100米深的泥沙底。其生存的海拔范围为-100至-30米。

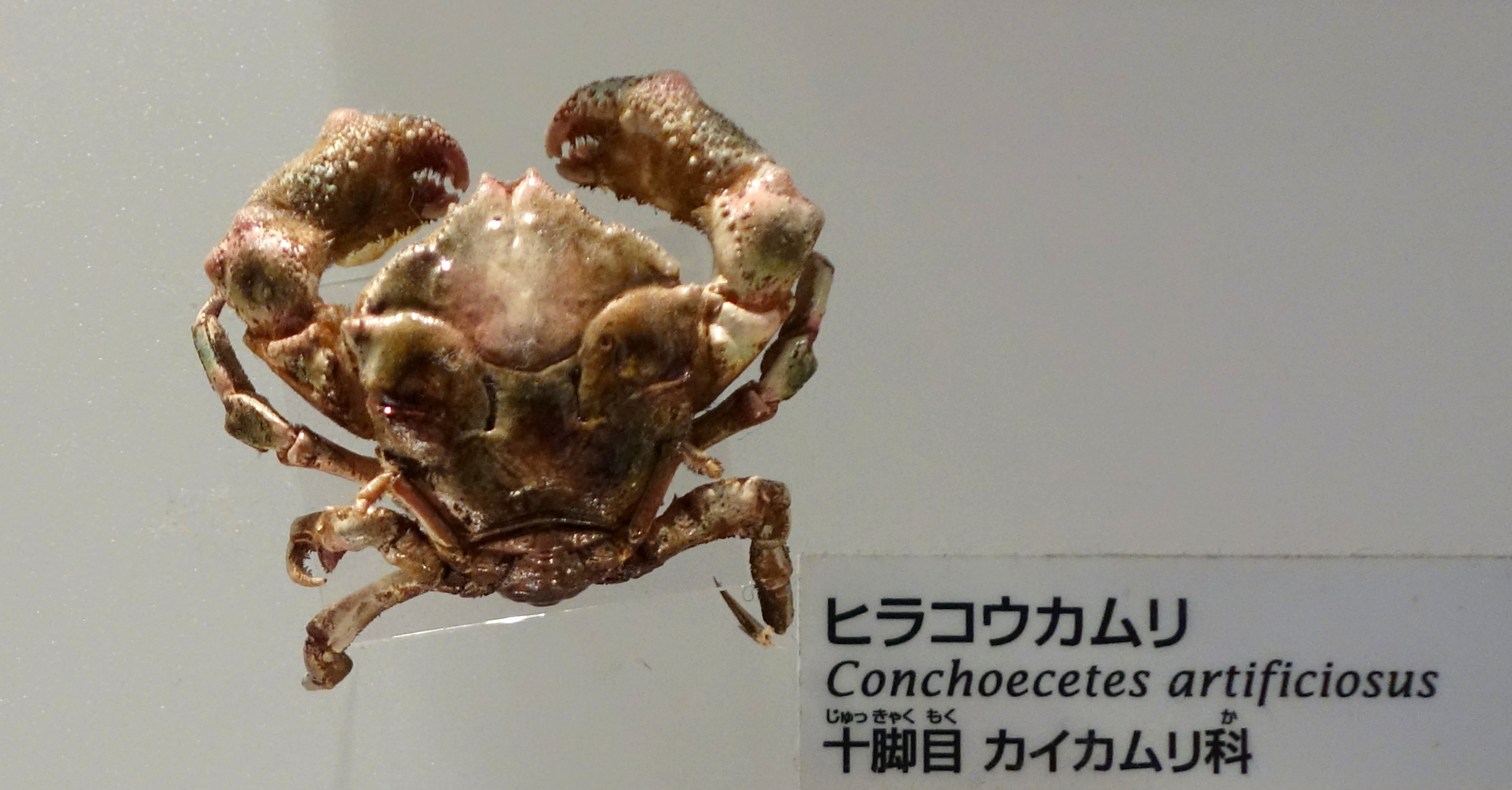
干练平壳蟹